# Josep Enric Llebot Rabagliati
Josep Enric Llebot i Rabagliati (Barcelona, 1953) és un físic i polític independent català al govern de Convergència i Unió. Des de l'any 2011, va ser el secretari de Medi Ambient i Sostenibilitat de la Generalitat de Catalunya.
Va estudiar física a la Universitat Autònoma de Barcelona, on es va llicenciar el 1975 i posteriorment, el 1981 es va doctorar. Al llarg de la seva carrera, Llebot ha treballat principalment en sectors relacionats amb la termodinàmica, la física ambiental i el canvi climàtic. També ha estat el promotor dels estudis de ciències ambientals a Catalunya i a Espanya. Ha publicat més de vuitanta publicacions científiques i una vintena de llibres, entre els quals destaca El temps és boig?, que va guanyar el premi de la Premi de Literatura Científica de la Fundació Catalana per a la Recerca i la Innovació. Ha estat degà de la Facultat de Ciències de la Universitat Autònoma de Barcelona i de la Universitat de Girona. És catedràtic de Física de matèria condensada de la UAB i ha estat vicerector de Política Econòmica i d'Organització.
És membre de l'Institut d'Estudis Catalans i des de l'1 de setembre de 2017 n'és secretari general. També ha col·laborat escrivint columnes en diferents diaris com La Vanguardia i Avui. Ha coordinat dos estudis científics sobre el canvi climàtic a Catalunya.
El juny de 2015 va ser imputat per prevaricació en el cas Iberpotash. Amb data 19 de juny de 2019, el jutjat de 1a instància i instrucció nº5 de Manresa arxiva la querella.
L'1 de desembre de 2016 ha estat nomenat president del Patronat del Parc Nacional d'Aigüestortes i Estany de Sant Maurici. També presideix la Fundació Emys a Riudarenes.